# Trevor Horn
Trevor Charles Horn (Durham, 15 luglio 1949) è un cantante, bassista, tastierista e produttore discografico britannico.

## Biografia

### Il successo con i Buggles
Dopo aver suonato per qualche tempo in un'orchestra jazz e aver prodotto alcuni artisti di scarso rilievo, Horn ottiene un grandissimo successo con il gruppo chiamato Buggles, da lui cofondato nel 1976 con Geoff Downes, realizzando il fortunatissimo singolo Video Killed the Radio Star e l'album The Age of Plastic.

### L'ingresso negli Yes
Nel 1979, Horn e Downes entrano nella storica band progressive degli Yes, di cui Horn diviene il cantante (sostituendo Jon Anderson) e Downes il tastierista (al posto di Rick Wakeman). La sua permanenza nel gruppo è tuttavia limitata al solo album Drama (dove, in un brano, suona il basso). Verso la fine del 1980, dopo la pubblicazione di Drama e la promozione del tour, Horn lascia gli Yes (che in ogni caso erano in procinto di sciogliersi) per concentrarsi sulla sua attività di produttore. In quello stesso periodo completa anche (quasi completamente da solo) il secondo album dei Buggles, Adventures in Modern Recording. La sua collaborazione con gli Yes continuerà in veste di produttore per gli album 90125 (1983), Big Generator (1987) e Fly from Here (2011).

### L'attività di produttore
Dopo Adventures, Horn si dedica esclusivamente alla produzione discografica, con la sola eccezione della sua partecipazione alla concept band Art of Noise. Non di rado contribuisce come musicista agli album di cui è produttore. Tra le sue produzioni più importanti, si annoverano Welcome to the Pleasuredome album di esordio della band inglese Frankie Goes to Hollywood e Slave to the Rhythm di Grace Jones. Ha lavorato con Seal, Paul McCartney, Rod Stewart, Lisa Stansfield. 
Nel 1983, Horn è cofondatore dell'etichetta discografica ZTT Records.
Nel 1996 riceve il premio Grammy per il secondo album di Seal.
Nel 2006 produce l'album dei Pet Shop Boys intitolato Fundamental; sempre nel 2006 prende parte ad un concerto del duo, dirigendo l'orchestra, la quale esibizione venne poi incisa nel primo album live del duo Concrete. La collaborazione fra Horn e i Pet Shop Boys ha avuto origine nel 1988, durante la produzione del loro album Introspective, in particolare dei brani Left to My Own Devices e It's Alright.
Nel luglio 2009 conclude la produzione del nuovo album di Robbie Williams intitolato Reality Killed the Video Star, in uscita il 9 novembre dello stesso anno.
Nel 2013 cura gli arrangiamenti di 4 canzoni presenti nel nuovo album di Renato Zero intitolato Amo (ovvero Chiedi di me, Una canzone da cantare avrai, Tutto inizia sempre da un sì e Vola alto) e 1 nel seguito Amo - Capitolo II (Alla fine).
Nel 2014 cura gli arrangiamenti di quello che sarà il nuovo album antologico degli Spandau Ballet The Best of Spandau Ballet con tre inediti invece nel 2015 uscirà il nuovo album degli Spandau Ballet con brani inediti che uscirà dopo il Tour Europeo del Gruppo curato da Trevor Horn.

## Discografia

### Solista
- 2017 - Sky Show
- 2019 - Reimagines the Eighties
- 2023 - Echoes (Ancient & Modern)